# Eastern Washington University
Eastern Washington University je státní univerzita s hlavním kampusem v Cheney, ve státě Washington. Další velký kampus má také v nedalekém Spokanu. Na podzim 2009 ji navštěvovalo 10 504 studentů.
Univerzita nabízí více než 100 studijních oborů, 10 magisterských programů, dalších 62 studijních programů a doktorský program z fyzikální terapie. Univerzita nabízí programy ve městech Bellevue, Everett, Kent, Seattle, Shoreline, Tacoma, Vancouver a Yakima. Magistrem v sociální péči se můžete stát v Everettu, Vancouveru a Yakimě, magistrem ve vzdělávání v Kentu. Další programy jsou v nabídce i ve Spokanu.

## Historie
Univerzita byla založena roku 1882 díky grantu na 10 tisíc dolarů od podnikatele Benjamina Pierce Cheneyho, který měl podíl ve firmách American Express nebo Wells Fargo. Původní jméno znělo Benjamin P. Cheney Academy, ale v roce 1889 byla škola přejmenována na State Normal School a v roce 1937 získala název Eastern Washington College of Education. Po druhé světové válce se začal její kampus rychle rozrůstat a jméno bylo opět změněno, na Eastern Washington State College. V roce 1977 jméno změnila legislativa státu Washington na Eastern Washington University.

## Kampusy
Hlavní kampus univerzity se nachází ve městečku Cheney, ale má také pobočku ve Spokanu, známou jako Riverpoint Campus, který sdílí s Washington State University. Univerzita nabízí programy také ve městech Bellevue, Everett, Kent, Seattle, Shoreline, Tacoma, Vancouver a Yakima.

## Vzdělávání

### Souhrn
Univerzita nabízí více než sto studijních oborů, 10 titulů magistra, 7 diplomů, 55 kvalifikačních oborů a doktorát z fyzikální terapie. V Everettu, Vancouveru a Yakimě nabízí titul magistra sociálních věd a v Kentu titul magistra pedagogie. Ve Spokanu jsou v nabídce programy na magistra umění, mezioborová studia, komunikační studia, sociální práce, žurnalistiky, studia alkoholu a drog a poradenství a vývojové psychologie.

### Přijetí
Organizace Carnegie Foundation for the Advancement of Teaching řadí univerzitu do kategorie všeobecných, jelikož přijala 82 procent těch, co se přihlásili do prvního ročníku v roce 2010. Průměrný nováček na univerzitě měl v testu SAT skóre 970 a středoškolský průměr 3,17. 86 procent nováčků pocházelo ze státu Washington.

### Hodnocení
Magazín Consumers Digest zařadil univerzitu mezi padesát nejužitečnějších univerzit a škola se objevila třikrát za sebou také v žebříčku 201 nejlepších vysokých škol pro opravdový svět.

### Výzkumné instituty a centra
Univerzita je domovem několika unikátních výzkumných center a institutů, mezi které patří:
- Institut veřejné politiky a ekonomické analýzy - vytvořen v roce 2002, aby poskytoval data a analýzy o široké škále faktorů, které ovlivňují regionální podniky, obce a další do budoucnosti. Institut vede doktor filozofie Patrick Jones.

- Centrum ženských studií - programy feministických studií na EWU podporují ženy, aby dosáhly důstojnosti a spravedlnosti vzděláním, učeností a sociální změnou.

- Eisenhowerovo centrum - pro studenty, kteří cestují do zahraničí, ale potřebují dále čerpat studijní konto.

- Institut angličtiny - umožňuje mezinárodním studentům zařadit se do hlavního proudu vysokého vzdělání.

- Centrum výzkumu rybářství - dotuje velké množství rybářských podniků na řece Columbii. Vede ho doktor filozofie Allan Scholz.

## Život studentů

### Budova Pence Union (PUB)
Budova slouží jako komunitní centrum univerzity, jejímž cílem je poskytovat na studenty zaměřená zázemí a služby, které vyžaduje univerzitní komunita. Budova má tři patra, na kterých se nachází mj. studentská knihovna, kanceláře studentské asociace, jídelna, kancelář studentského života, několik konferenčních sálů a multifunkční sál, který se využívá pro různé velké prezentace a události.

### Univerzitní rekreační centrum (URC)
URC je třípatrové rekreační zázemí, které se nachází na kampusu a bylo otevřeno roku 2008. Budova byla postavena v moderní architektuře a může se pyšnit velkou multifunkční arénou, ve které může být ledová plocha nebo tělocvična a také se v ní nachází vnitřní lezecká stěna s jedenácti cestami, kryté parkoviště se čtyřiceti místy, fitness centrum, jídelna a běžecká dráha.
Cena stavby centra byla 26,3 milionu dolarů, které poskytla univerzita i její studenti. Univerzita také pokrývá provozní ceny centra.
Univerzita dostala zlatý certifikát LEED za to, že je budova šetrná k životnímu prostředí.

### Ubytování na kampusu
Univerzita provozuje několik rezidenčních hal na nebo blízko kampusu. Každá rezidenční hala je zásobována pro různý počet studentů a každá nabízí odlišné zkušenosti z kampusu. Univerzita nepožaduje po studentech, aby bydleli na kampusu, ale doporučuje to pro alespoň jejich první rok na škole.
Hala Louise Anderson, známá také jako LA Hall, se nachází přímo naproti budově Pence Union na Elm Street. V roce 1999 byla přestavěna a obsahuje spoustu vybavení, které nikde jinde na kampusu nejsou. Obvyklí studenti v této hale pochází z rodin vyšší třídy, ale vítáni jsou studenti všech sociálních kategorií.
Brewsterova hala byla postavena v roce 2002 a poskytuje domov studentům, kterým je 19 let a více. Nachází se v centru města takže studentům nabízí větší přístup k místní komunitě a obchodům. Na hlavním patře se nachází také kavárna Tully's Coffee.
Dresslerova hala pochází z roku 1966 a nachází se za budovou Pence Union a také je nejbližší halou ke sportovnímu centru. Většinu obyvatel tvoří nováčci a jejím nejoblíbenějším obyvatelským programem je basketbal ve třech proti třem.
Drydenova hala byla postavena roku 1965 a nachází se jeden blok od budovy Pence Union. Je určena pro dospělejší studenty od 21 let.
Morrisonova hala byla postavena v roce 1970 a nachází se jeden blok od středu kampusu. Jedná se o druhou největší halu na kampusu a nachází se v nich centra vzdělávacích komunit.
Pearcova hala pochází z roku 1964 a je největší rezidenční halou kampusu. Bydlí v ní především nováčci.
Streeterova hala byla postavena roku 1968 a nachází se na severní straně kampusu, asi jeden blok od budovy Pence Union. Nachází se v ní také oblíbený potravinový obchod Morris Street Market.

### The Easterner
The Easterner jsou noviny studentů EWU. Kromě nejnovějších zpráv z kampusu informují také o sportech a názorech studentů, profesorů, absolventů a okolní komunity. Všechen obsah buď vytvořili nebo vybrali z jiných zdrojů studenti EWU. Noviny vycházejí každý týden a jsou distribuovány v tištěné formě na cheneyském kampusu, v centru města Cheney, ve spokaneském univerzitním centru, na spokaneském Riverpoint Campusu a v různých spokaneských podnicích. Týdeník je dostupný také na internetu.

### Studentské organizace a řecký systém
Úřad studentských aktivit dohlíží na více než sto studentských klubů a organizací, které na kampusu a existují a které se oddávají různým zájmům a aktivitám.
EWU je jedinou regionální univerzitou ve státě, která má zavedený řecký systém bratrství a sesterství.

## Sporty
- Hlavní článek: Eastern Washington Eagles

Dvanáct univerzitních mužských a ženských týmů soutěží v Big Sky Conference, která patří do nejvyšší divize asociace NCAA. Mezin nejdůležitější sportovní zázemí patří fotbalový stadion Roos Field, multifunkční arena Reese Court a Jim Thorpe Fieldhouse na basketbal a atletiku. Třikrát se univerzitním týmům podařilo vyhrát národní mistrovství, v roce 2011 ve fotbale, v roce 1977 v zápase a v roce 1982 v mužském přespolním běhu.
Tým NFL Seattle Seahawks pořádá většinu svých letních tréninkových kempů na univerzitě.

## Známí studenti
- Todd McFarlane - kanadský tvůrce komiksů a nynější spoluvlastník Edmonton Oilers